# راب ساووی
راب ساووی (به انگلیسی: Rob Savoye) توسعه‌دهنده اصلی برنامه جی‌نش است. او همچنین یکی از توسعه‌دهندگان پروژه گنو است که بر روی دبیان، ردهت و تعدادی پروژه آزاد و متن‌باز دیگر کار کرده است. او از جمله اولین کارمندان شرکت سیگنوس سلوشنز بود که این شرکت در سال ۲۰۰۱ به شرکت ردهت فروخته شد. ساووی برنامه‌نویسی رایانه را در سال ۱۹۷۷ و با فرترن ۴ آغاز کرد. برخی از پروژه‌هایی که او در آنها همکاری داشته عبارتند از: جی‌سی‌سی، جی‌دی‌بی، دژاگنو، سیگوین، ای‌کوز و CTAS. ساووی همچنین یک وب‌سایت غیر رسمی برای خانواده رنگین‌کمان را مدیریت می‌کند. ساووی در خارج از ندرلند، کلرادو ساکن است و به کوهنوردی رو یخ و فعالیت‌های بیرون از خانه علاقه‌مند است. به‌علاوه، راب در جستجو و نجات دادن کوهنوردان مفقود شده هم مشارکت می‌کند و یکی از بنیان‌گذاران  IMSAR است. او در سال ۲۰۱۱ به خاطر کار بر روی پروژه جی‌نش، جایزه پیشرفت در نرم‌افزار آزاد را از طرف بنیاد نرم‌افزارهای آزاد دریافت کرد.